# Малък Таймир
Малък Таймир (на руски: Малый Таймыр) е остров в западната част на море Лаптеви и е най-югоизточният остров от архипелага Северна Земя. Административно влиза в състава на Красноярски край на Русия. Островът има удължена форма от запад на изток с дължина 29 km и ширина 16 km. Площ около 250 km2. На северозапад протока Мали го отделя от остров Старокадомски. Бреговете му са слабо разчленени. Максимална височина 30 m, разположена в южната му част. Изграден е от флувиоглациални и морски наслаги (пясъци и глинести пясъчници). Покрит е с мъхове и лишеи. Открит е на 20 август 1913 г. от полярната хидрографска експедиция възглавявана от руския хидрограф и полярен изследовател бъдещият вицеадмирал Борис Вилкицки.

## Национален атлас на Русия
- О-ви Северна Земя[2]

## Топографска карта
- Лист от карта T-48-XVI,XVII,XVIII о. Мал. Таймыр. Мащаб: 1 : 200 000. Състояние на местността към 1966-1982 год. Издание 1988 г.